# Otto Mueller

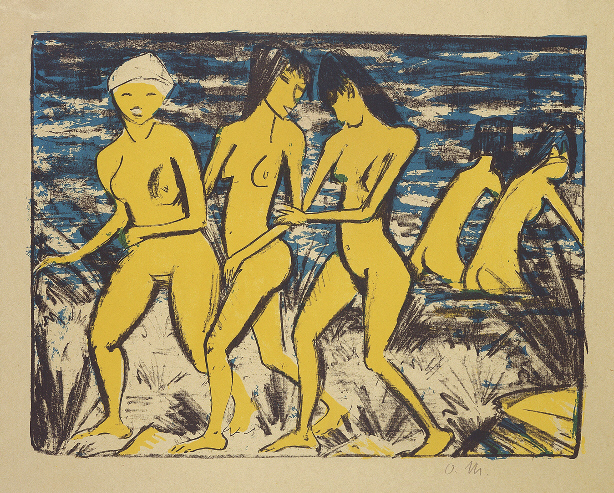
1921

Otto Mueller (Liebau Szilézia, 1874. október 16. – Obernigk Breslau mellett, 1930. szeptember 24.) németországi cigány expresszionista festő- és grafikusművész.
Arnold Böcklin életműve hatott rá, különösen a természet misztikus felfogása, a nagy színfelületek megszerkesztésének lehetőségei. Teljesen érzéketlen maradt viszont azok iránt, akik a tiszta színek kontrasztjaiban keresték a kifejezőerőt. Koloritja nyugalmat áraszt, nem akar eltávolodni az ábrázolt tárgytól, harmóniába olvadó tónusok teszik egységessé képeit. Egyszerű, primitív életre vágyott, mint nemzedékének művészei közül oly sokan. „A lehető legegyszerűbben igyekszem kifejezni azt, amire az emberek és tájak inspirálnak” – mondta. 1910-ben ismerte meg a Die Brücke festőit, életművének központi témája ettől kezdve az ember és a természet köti összhang. Már ekkor is festett stilizált, síkban ábrázolt aktokat, de alakjainak körvonalai még lágyak, kerekek, harmonikusak. Barátai hatására vonalai szárazabbá, szögletesebbé váltak, képeinek szerkezete pedig világosabbá. A tájban ábrázolt akt Mueller legjellegzetesebb témája maradt. Képein cigánylányok és párok jelennek meg. A jó vadember mítoszát éleszti fel. Festett alak nélküli tájakat, portrékat is.

## Híres alkotások
- Három akt az erdőben (1911)
- Növények és lányok
- Bakfis lány Fametszet.
- Két testvér (1912)
- Erdei tó két akttal (1915)
- Szerelmesek (1919)
- Akt az ágyon (1920)
- Fekvő akt dűnék között (1920)
- Két nő az ablaknál
- Cigányok napraforgókkal (1927)